# 虞悰
虞 悰（ぐ そう、435年 - 499年）は、南朝宋から斉にかけての官僚、美食家。字は景豫。本貫は会稽郡余姚県。

## 経歴
黄門郎の虞秀之の子として生まれた。父が建康で死去すると、虞悰は出奔して故郷に帰って喪に服し、飲み物も口に入れなかった。揚州に召されて主簿となり、建平王参軍や尚書儀曹郎をつとめた。太子洗馬・領軍長史・正員郎・揚州治中・揚州別駕・黄門郎を歴任した。泰始7年（471年）、宋の明帝が晋平王劉休祐を殺害すると、その葬儀の日には寒雪が厚さ三尺も積もって、旧知の人々には赴く者もなかったが、ひとり虞悰だけが列席した。蕭賾がはじめて従官となったとき、虞悰はたびたび資金的な援助をおこなった。
昇明3年（479年）、蕭賾が中軍大将軍となると、虞悰は召されて諮議参軍となった。同年（建元元年）、斉が建国されると、虞悰は太子中庶子となった。のちに後軍長史に転じ、歩兵校尉を兼ねた。鎮北長史・寧朔将軍・南東海郡太守に任じられた。まもなく豫章郡内史となった。虞悰の家は産業を営んで富み栄え、遊休の奴婢はおらず、会稽郡の海産物で虞家の関わっていないものはなかった。虞悰は輔国将軍・始興王長史・平蛮校尉・蜀郡太守に転じた。後に司徒司馬となった。
虞悰は美食家で、調理法に通じていた。豫章王蕭嶷が豪華な料理で客をもてなしたとき、「今日の食膳に不満はないか」と虞悰に訊ねると、虞悰は「黄頷臛がないのが残念です。何曾の『食疏』に載っているものです」と答えた。
散騎常侍・太子右率に転じた。永明8年（490年）、洪水が起こり、百官たちが太廟を救おうと精励するさなか、虞悰は朱衣で車に乗って鹵簿を立て、宣陽門の外で人を打擲する事件を起こして、御史の弾劾を受けた。
虞悰は武帝（蕭賾）と旧交があったため、侍中に任じられた。祠部尚書に転じた。武帝が芳林園に幸したとき、米粉のあつものを虞悰に求めると、虞悰は米粉のあつものと酒の餚を数十輿供出したが、宮中の料理人ですら及ばないほどの出来映えであった。武帝が料理法について虞悰に求めたことがあったが、虞悰は隠して出さなかった。武帝が酔い醒めの不快をうったえると、虞悰は「醒酒鯖鮓」を献上した。冠軍将軍・車騎長史として出向した。度支尚書に転じ、歩兵校尉を兼ねた。
永明11年（493年）、蕭昭業が即位すると、虞悰は右軍将軍・揚州大中正・大匠卿となった。休安陵で酒をこぼした罪で、免官された。隆昌元年（494年）、無位無官のまま職任をつとめた。蕭昭業が廃位されると、虞悰はひそかに嘆いた。同年（延興元年）、蕭昭文が即位すると、虞悰は右軍将軍として復帰した。同年（建武元年）、明帝が即位すると、虞悰は病と称して官任を受けようとしなかった。虞悰が廃立に協力しなかったことを糾弾する動きが朝廷にあったが、徐孝嗣が弁護したため沙汰やみとなった。
虞悰は病と称して故郷に帰った。給事中・光禄大夫の位を受け、まもなく正員常侍の位を加えられた。
永元元年（499年）、死去した。享年は65。

## 伝記資料
- 『南斉書』巻37 列伝第18
- 『南史』巻47 列伝第37